# Тонкосемянник видный
Тонкосемя́нник ви́дный (лат. Leptospermum spectabile) — вид цветковых растений рода Тонкосемянник (Leptospermum) семейства Миртовые (Myrtaceae). 

## Ботаническое описание
Кустарник до 3 м высотой. Листья узкие, 2—3,5 см длиной и 3—5 мм шириной. Тёмно-красные цветки достигают 2 см в диаметре, цветение с октября по ноябрь в естественных условиях произрастания вида.

## Распространение
Эндемик Нового Южного Уэльса в Австралии.